# 1. FC Saarbrücken (női csapat)
Az 1. FC Saarbrücken női labdarúgó szakosztályát 1997-ben hozták létre. A 2. Bundesliga tagja.

## Sikerlista
- 2. Bundesliga bajnok (2): 2007, 2009
- 3. Liga bajnok (1): 2003
- Német kupadöntős (1): 2008

## Játékoskeret
2020. június 27-től
| #  |     | Poszt | Név                 |
| -- | --- | ----- | ------------------- |
| 1  | GER | K     | Christina Ehl       |
| 25 | GER | K     | Annick Heit         |
| 34 | SVK | K     | Patrícia Chládeková |
| 8  | GER | V     | Chiara Klein        |
| 12 | GER | V     | Laura Ofiara        |
| 13 | GER | V     | Milena Fischer      |
| 14 | GER | V     | Michaela Drescher   |
| 18 | GER | V     | Larissa Theil       |
| 35 | GER | V     | Annika Dincher      |
| 40 | GER | V     | Madita Schmitt      |
| 2  | PHI | KP    | Ryley Bugay         |
| 3  | GER | KP    | Celine Preuß        |
| 6  | GER | KP    | Samantha Herrmann   |

| #  |     | Poszt | Név                  |
| -- | --- | ----- | -------------------- |
| 7  | GER | KP    | Anja Selensky        |
| 11 | GER | KP    | Leonie Stöhr         |
| 17 | GER | KP    | Lena Ripperger       |
| 19 | GER | KP    | Sabrina Braunschweig |
| 20 | GER | KP    | Michelle Reifenberg  |
| 28 | GER | KP    | Charlene Trapp       |
| 31 | GER | KP    | Anja Ditscheid       |
| 9  | POL | CS    | Julia Matuschewski   |
| 15 | GER | CS    | Dalina Heckmann      |
| 16 | JPN | CS    | Nisibajasi Rije      |
| 22 | FRA | CS    | Valérie Fogel        |
| 30 | GER | CS    | Marie Steimer        |

## Korábbi híres játékosok
- Marozsán Dzsenifer
- Josephine Henning
- Nadine Keßler
- Lena Lattwein
- Lisa Schwab
- Selina Wagner
- Shannon Boxx
- Andisiwe Mgcoyi
- Sif Atladóttir
- Agata Tarczyńska
- Amy Thompson
- Szabó Viktória
- Cynthia Uwak